# Asemesthes alternatus
Asemesthes alternatus är en spindelart som beskrevs av Lawrence 1928. Asemesthes alternatus ingår i släktet Asemesthes och familjen plattbuksspindlar.
Artens utbredningsområde är Namibia. Inga underarter finns listade i Catalogue of Life.